# Avantmuralla

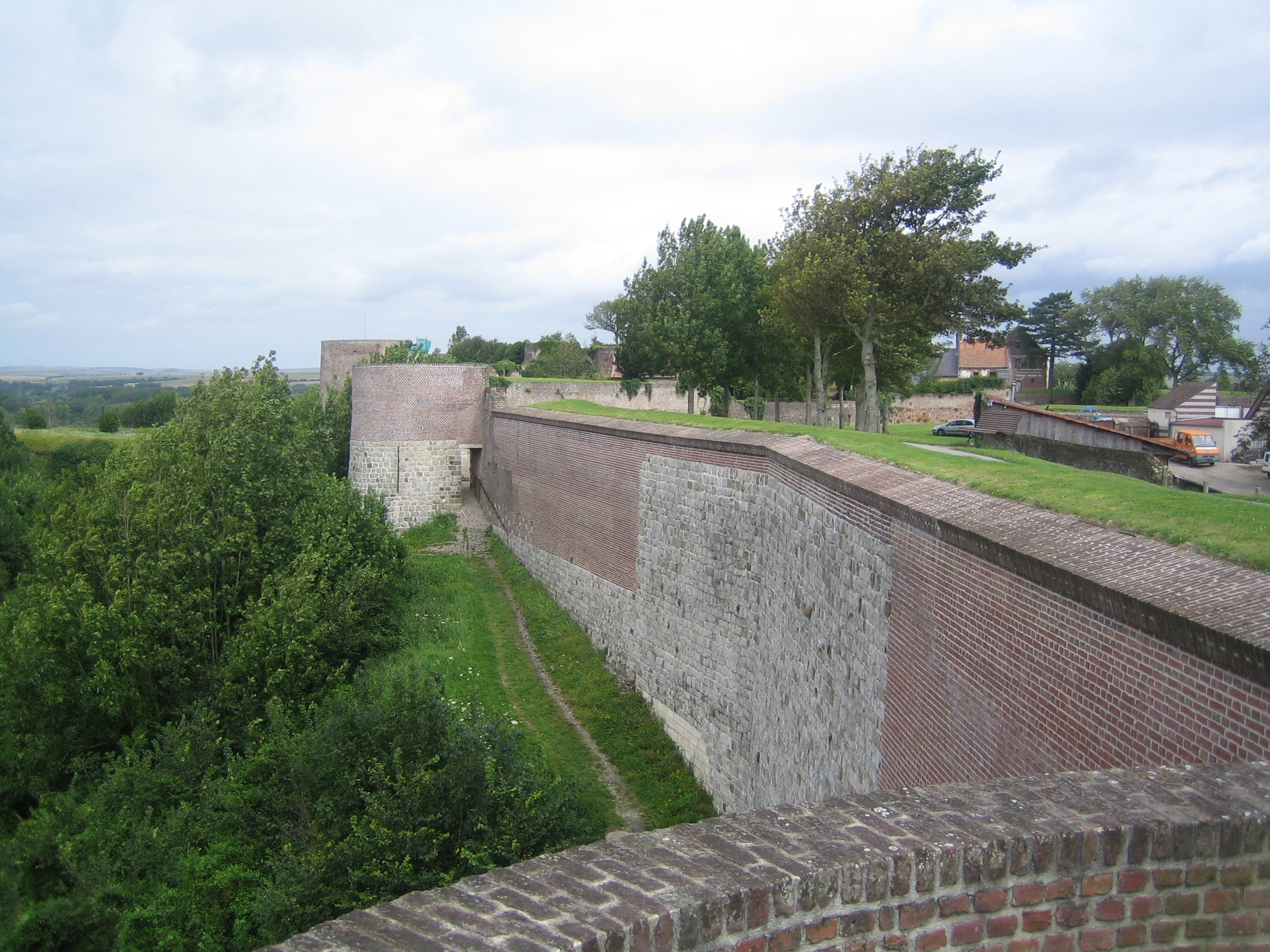
Avantmuralla Montreuil-sur-Mer

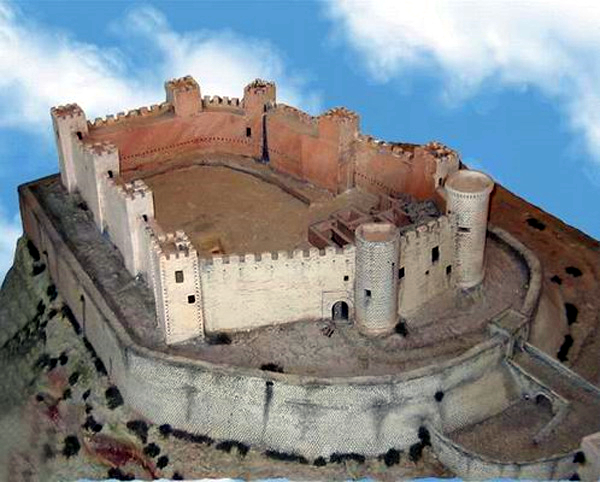
Avantmuralla al Castell d'Elda (Alacant.

Una avantmuralla  era un element de fortificació entre dos bastions que envoltava per davant la muralla d'una plaça forta, una ciutat o una ciutadella. Era un element característic de l'arquitectura d'una fortalesa, destinat a tenir en compte sobretot un atac i a resistir defensivament l'avançament de l'artilleria que utilitzava boles de metall.
A diferència d'una muralla feta completament de blocs de pedra gruixuda que voltava els castells i ciutats medievals, l'avantmuralla  era un mur baix contenint una important massa de terra, especialment dissenyat per a resistir l'artilleria. La massa de terra servia per a absorbir el xoc dels trets d'artilleria rebuts, i amortir les vibracions de l'artilleria que defensava la fortalesa.